# Hilperik II.

Hilperik II., rojen kot Danijel, je bil od leta 715 kralj Nevstrije in od leta 719 do smrti kralj vseh Frankov, * 670, 672 ali 673, † 9. februar 721, Attigny.

## Življenje
Bil je najmlajši sin Hilderika II. in njegove sestrične Bilihilde.  Zaradi uničevalnih družinskih sporov so ga po očetovem umoru leta 675 iz strahu pred umorom skrili v samostan, kjer je kot Danijel ostal do smrti Dagoberta III. in de facto vladarja Frankov Pipina Herstalskega leta 715. Tega leta ga je nevstrijski majordom Ragenfrid proglasil za kralja Frankov. Danijel  je izbral kraljevsko ime Hilperik II., čeprav je bil zaradi samostanske vzgoje zelo drugačen od soimenjaka Hilperika I..
Ragenfried je pričakoval, da bo 45 let star kralj brez političnih izkušenj vladal po njegovi volji, vendar se je kmalu izkazal kot samostojen vladar in borec za svoje pravice v Avstraziji. Temu sta se uprla Pipinova žena Plektruda, ki je vladala v imenu svojega vnuka Klotarja IV.,  in njen nezakonski sin  Karel Martel. Hilperik in Ragenfrid sta leta 716 napadla  Avstrazijo.  Nevstrijcem se je pridružila vojska frizijskega kralja Radboda in skupaj so se pri Kölnu spopadli s Karlom Martelom. Hilperik je v bitki zmagal, Karel pa je pobegnil v pogorje Eifel. Kralj in njegov majordom sta po zmagi začela oblegati Köln. Plektruda se jima je vdala in priznala Hilperika za kralja Avstrazije, mu predala avstrazijsko zakladnico in opustila zahtevo za vnukovo majordomstvo. 
V tem zmagovitem trenutku so se dogodki obrnili proti Hilperiku. Ragenfridovo vojsko je na povratku v Nevstrijo pri Malmedyju napadel Karel Martel, jo v bitki pri Amblèveu potolkel in pognal v beg. Po zmagi je vdrl na nevstrijsko ozemlje in po nizu vojaških zmag prisilil Hilperika k vdaji.
Karel Martel se je leta 717 vrnil v Nevstrijo in z zmago v bitki pri Vincyju pri Cambraiu potrdil svojo nadoblast. Pobeglega Hilperika in pariškega majordoma je nekaj časa lovil, potem pa se je umaknil, da bi obračunal s Plektrudo in Kölnom. Ko mu je to uspelo, je za kralja Avstrazije namesto Hilperika imenoval Kotarja IV.. Hilperik se je po teh dogodkih leta 718 povezal z akvitanskim vojvodom Odom Velikim, vendar je bil v bitki s Karlom Martelom pri Soissoinsu ponovno poražen. Pobegnil je k svojemu zavezniku v Akvitanijo, Ragenfrid pa v Angers.
Klotar IV. je kmalu zatem umrl. Odo je v zameno za Karlovo priznanje Hilperikove oblasti v vseh frankovskih  kraljestvih prekinil svoje zavezništvo z njim. Kralj je Karlu Martelu prepustil svojo politično oblast in ga leta 718 priznal za majordoma vseh frankovskih kraljestev. 

## Smrt in zapuščina
Hilperik II. je bil leta 719 uradno priznan za kralja vseh Frankov, vendar je na tem položaju  preživel samo malo več kot eno leto, ker je leta 721 v Attignyju umrl. Pokopali so ga v Nyonu. Oblast v Frankovskem kraljestvu so prevzeli majordomi, njegova naslednika Teoderik IV. (vladal 721–737) in Hilderik III. (vladal 743–751) pa sta bila tako imenovana  rois fainéants – brezdelna kralja.

## Vir
- Oman, Charles. The Dark Ages, 476–918. London: Rivingtons, 1914.

| Hilperik II. Merovinška dinastijaRojen: 670 ali 673 Umrl: 9. februar 721 |                                       |                                                |
| Predhodnik: Dagobert III.                                                | Kralj Frankov 715–717                 | NezasedenoNaslednji nosilec nazivaTeoderik IV. |
| Predhodnik: Dagobert III.                                                | Kralj Avstrazije 715–717              | Naslednik: Klotar IV.                          |
| Predhodnik: Dagobert III.                                                | Kralj Nevstrije in Burgundije 715–721 | Naslednik: Teoderik IV.                        |